# Acacia moesta
Acacia moesta é uma espécie de leguminosa do gênero Acacia, pertencente à família Fabaceae.